# Kapò
Kapò és una pel·lícula italiana-francesa de 1959 sobre l'Holocaust, dirigida per Gillo Pontecorvo i filmada a Iugoslàvia. Va ser nominada als Premis Óscar com a millor pel·lícula estrangera.

## Argument
Edith (Susan Strasberg), de 14 anys, i els seus pares jueus són enviats a un camp de concentració, on aquests últims són assassinats. Sofia (Didi Perego), una presa política, i un amable metge del camp salven a Edith d'una destinació similar en brindar-li una nova identitat no jueva: la de la recentment morta Nichole Niepas.
Mentre pansa el temps, Edith s'endureix amb la vida brutal. Primer, embeni el seu cos a un guàrdia alemany a canvi d'aliments; després trava amistat amb un altre guàrdia, Karl (Gianni Garko). La confraternització l'ajuda a convertir-se en una kapo (pres encarregat per les SS de supervisar el treball d'altres presos). Així, Edith prospera, mentre que la idealista Sofia es torna cada vegada més feble.
Quan s'enamora de Sascha (Laurent Terzieff), un presoner de guerra rus, Edith és convençuda per a exercir un paper crucial en una fugida massiva en tallar el corrent elèctric. La majoria dels fugitius són assassinats, però alguns aconsegueixen escapar. Edith no és un d'ells. Mentre mor, li diu al seu amic guàrdia: «Ens van arruïnar, Karl, ens van arruïnar a tots dos». Mor cantant l'oració «Shemà Israel», afirmant la seva identitat jueva.

## Repartiment
- Susan Strasberg com a Edith, àlies Nicole Niepas
- Laurent Terzieff com a Sascha
- Emmanuelle Riva com a Terese
- Didi Perego com a Sofia
- Gianni Garko com a Karl, el soldat alemany
- Paola Pitagora
- Annabella Besi
- Graziella Galvani
- Eleonora Bellinzaghi
- Bruno Scipioni
- Dragomir Felba
- Dušan Perković com a comandant

## Crítica
Al seu llibre Foreign Film Guide, els autors Ronald Bergan i Robyn Karney van escriure: «Què es diu d’aquest esforç? Pontecorvo ha embolicat la seva pel·lícula amb tota mena de tòpics que ofereixen llàgrimes i ha confiat la degradació i la regeneració de la seva heroïna a una actriu tristament inepta. El resultat és un melodrama sobreescalfat que fa un greu servei a l'enormitat del seu tema, tot i que els horrors dels camps es retraten de manera realista».
En un article al The Wall Street Journal, el filòsof Bernard-Henri Lévy va escriure: «Pontecorvo s'ha guanyat "el menyspreu més profund" del director francès Jacques Rivette en un article publicat a Cahiers du cinéma fa gairebé 50 anys per un rodatge amb prou feines més insistent a la pel·lícula de 1959 Kapò. El tall va ser de la mans alçades de l'actriu Emmanuelle Riva, el seu personatge Terese electrocutat al filferro de pues del camp de concentració del qual intentava escapar. Les crítiques es van estendre sobre Pontecorvo fins al dia de la seva mort. Va ser ostracitzat, gairebé maleït, per un tall, només un». Lévy contrasta aquesta reacció contra un tall amb l'estrident explotació de la historia nazi de Maleïts malparits (2009) i Shutter Island (2010).